# Zoogoneticus
Zoogoneticus és un gènere de peixos pertanyent a la família dels goodèids.

## Distribució geogràfica
Es troba a Mèxic.

## Taxonomia
- Zoogoneticus purhepechus (Domínguez-Domínguez, Pérez-Rodríguez & Doadrio, 2008)[3]
- Zoogoneticus quitzeoensis (Bean, 1898)[4]
- Zoogoneticus tequila (Webb & Miller, 1998)[5][6][7][8][9][10][11][12]